# فيليكس هيرش
فيليكس هيرش (بالألمانية: Felix Hirsch)‏ هو صحفي ألماني، ولد في 7 فبراير 1902 في برلين في ألمانيا، وتوفي في 12 ديسمبر 1982.